# 八里湾镇 (红安县)
八里湾镇是中华人民共和国湖北省黄冈市红安县下辖的一个镇。

## 行政区划
八里湾镇下辖以下村级行政区划单位：
八里湾社区、凉亭岗村、八里湾村、王家岗村、东边田村、毛张坞村、向家湾村、许家田村、陶家边村、中和司村、卓旺山村、莲花山村、陡山村、王家湾村、石门桥村、大河畈村、宝剑桥村、李东湾村、袁家岗村、刘明秋村、小金山村和旺家田村。